# Sedum divergens
Sedum divergens är en fetbladsväxtart som beskrevs av S. Wats.. Sedum divergens ingår i Fetknoppssläktet som ingår i familjen fetbladsväxter. Inga underarter finns listade i Catalogue of Life.

## Bildgalleri

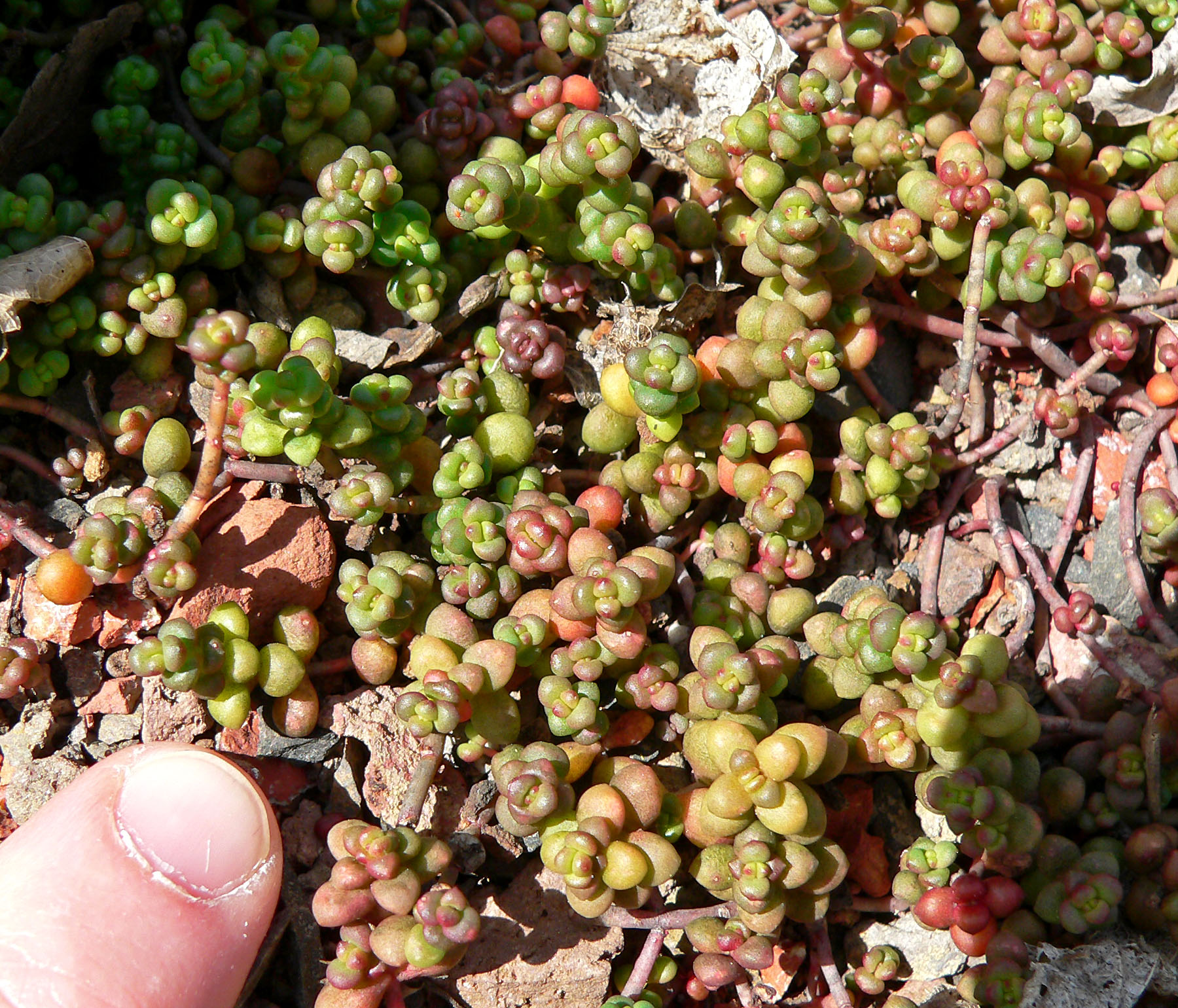
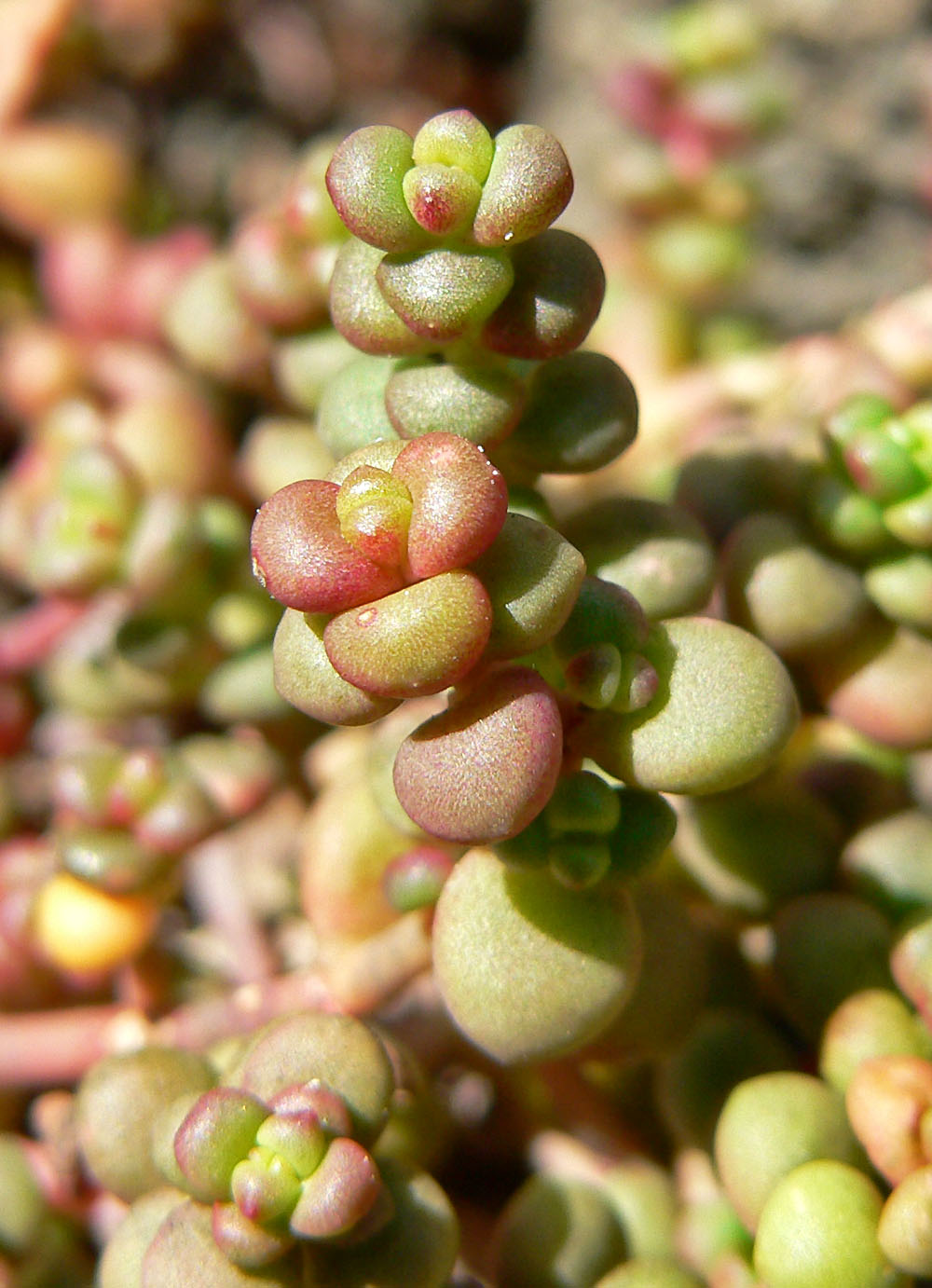